# Birth (chanson)
Pour les articles homonymes, voir Birth.
Singles de KAT-TUN
Run For You
(2011) To the Limit
(2012)
Birth est le 17esingle du groupe KAT-TUN sorti sous le label J-One Records le 30 novembre 2011 au Japon. Il sort en format CD, CD+DVD Type 1 et CD+DVD Type 2. Il arrive 1er à l'Oricon. Il se vend à 193 584 exemplaires la première semaine et reste classé 18 semaines pour un total de 232 280 exemplaires vendus.
Birth a été utilisé comme thème musical pour le drama Yokai Ningen Bem dans lequel joue Kamenashi Kazuya. Elle se trouve sur l'album Chain.

## Liste des titres
| 1. | Birth (BIRTH)                                                             | Sean-D         | Janne Hyoty, Daichi, Paul Oxley, Billy Marx Jr                          |  |
| 2. | Star Rider (STAR RIDER)                                                   | Ishu, Joker    | Stephan Elfgren                                                         |  |
| 3. | Act On Emotion (ACT ON EMOTION)                                           | JamMush, Joker | Carl Utbult, Oskar Persson                                              |  |
| 4. | Baby B Mine (BABY B MINE)                                                 | miwa*          | Jorge Mhondera, Paul Drew, Greig Watts, Pete Barringer, Hiroshi Okazaki |  |
| 5. | Birth (Original Karaoke) (BIRTH (オリジナル・カラオケ))                   | Sean-D         | Janne Hyoty, Daichi, Paul Oxley, Billy Marx Jr                          |  |
| 6. | Star Rider (Original Karaoke) (STAR RIDER (オリジナル・カラオケ))         | Ishu, Joker    | Stephan Elfgren                                                         |  |
| 7. | Act On Emotion (Original Karaoke) (ACT ON EMOTION (オリジナル・カラオケ)) | JamMush, Joker | Carl Utbult, Oskar Persson                                              |  |
| 8. | Baby B Mine (Original Karaoke) (BABY B MINE (オリジナル・カラオケ))       | miwa*          | Jorge Mhondera, Paul Drew, Greig Watts, Pete Barringer, Hiroshi Okazaki |  |

| 1. | Birth (BIRTH) |  |

| 1. | Birth (PV+Making of) (BIRTH) |  |

| 1. | Birth (BIRTH)           |  |
| 2. | Star Rider (STAR RIDER) |  |

| 1. | Star Rider (PV) (STAR RIDER) |  |